# Porte de Saint-Ouen
De Porte de Saint-Ouen is een van de toegangspunten tot de stad Parijs, de Portes de Paris, en is gelegen in het noordwestelijke 18e arrondissement aan de Boulevard Périphérique en de boulevards des Maréchaux. In de 19e eeuw was het een fysieke stadspoort, onderdeel van de 19e-eeuwse stadsomwalling van Thiers.
Bij de Porte de Saint-Ouen is het gelijknamige metrostation Porte de Saint-Ouen aanwezig, die onderdeel is van de Parijse metrolijn 13.